# Daniel Matsunaga
Daniel Kenji Silva Matsunaga (Brasília, 28 de novembro de 1988) é um ator, empresário, modelo e ex-futebolista brasileiro emigrado nas Filipinas desde 2009. Matsunaga celebrizou-se na nação que o acolheu após aparecer no suplemento "Cosmo Men" de setembro de 2009 da Cosmopolitan Phillippines. Ele foi sondado como ator e obteve inicialmente participações em dramas televisivos da GMA Network. Também participou da quinta edição de Pinoy Big Brother, versão filipina do reality show Big Brother produzido e exibido pela ABS-CBN, da qual foi vencedor. Atualmente segue carreira ativa nas Filipinas, juntamente com os também brasileiros Akihiro Sato e Fabio Ide, onde possui contrato com a TV5 desde Junho de 2012.

Como futebolista já jogou pelo Team Socceroo, Pachanga e Kaya na UFL (United Football League) que, durante a sua existência, foi a principal liga de futebol das Filipinas. Foi escalado para atuar pelo Maharlika Manila mas, por motivos não divulgados, acabou não integrando o lineup final.

## Primeiros anos
Nascido em Brasília, filho de Geralda "Gegê" Silva, de ascendência portuguesa, indígena e Afro-Brasileira, e Paulo Mitsuo Matsunaga, sansei nascido e criado no Brasil. Ele tem um irmão e uma irmã.

## Carreira

### Modelagem e atuação
Matsunaga iniciou a sua carreira quando se tornou um modelo para o suplemento "Cosmo Men" da Cosmopolitan Phillippines. Debutou na televisão em The Last Prince, drama de altos índices de audiência do canal GMA-7, em que coestrelaram Aljur Abrenica e Kris Bernal.
Em 2012, ele se deslocou para o TV5 para atuar em mais programas de televisão e projetos como Game N Go, Enchanted Garden e Misibis Bay.
Ele foi para a ABS-CBN para ser um dos juízes convidados de It's Showtime. Em 17 de maio de 2014, Matsunaga entrou na casa de  Pinoy Big Brother no vigésimo-primeiro dia, sendo a quarta celebridade e o décimo-oitavo competidor oficial da quinta edição do programa.
Em 24 de agosto de 2014, foi declarado o grande vencedor de Pinoy Big Brother: All In.
Em maio de 2017, Daniel foi introduzido como o primeiro endorser masculino do Men's Club da Avon Phillippines aquando do lançamento da campanha "Confidence is the New Sexy".